# Rabat (vej)
 For alternative betydninger, se rabat. (Se også artikler, som begynder med rabat)
En rabat til en vej er et område der adskiller en kørebane fra øvrige områder.
De fleste forbinder en rabat med enten græsset mellem vejen og grøften eller det stykke der er mellem ens egen køreretning og de modgående på større veje, blandt andet motorveje.
Rabatten kan dog også bestå af andet end græs, og den kan også adskille flere kørebaner i samme retning, blandt andet ved lokalkørebaner på større gennemfartsveje